# Косовска специјализована већа и Канцеларија специјалног тужилаштва
Косовска специјализована већа и Канцеларија специјалног тужилаштва ( КСЦ & СПО ) је суд Републике Косова, који се налази у Хагу (Холандија), у којем се налазе четири специјалистичка већа и Канцеларија специјалног тужиоца, којi oбављају своје активности или у КРСЈИ или на Косову. Суд је формиран за злочине које су евентуално починили припадници Ослободилачке војске Косова (ОВК), етничко-албанске паравојне организације која је тражила одвајање Косова од Југославије током 1990-их и стварање Велике Албаније . Наводни злочини односе се на период 1998–2000 године, током и након рата на Косову, почињени против „етничких мањина и политичких противника“. Суд је формално основан 2016. Одвојен је од других самопроглашених институција Републике Косова и независан. Састоји се од Специјалистичког тужилаштва и четири специјализована већа, као и од Секретаријата.
У децембру 2016. Екатерина Трендафилова је изабрана за првог председника суда. Међу оптуженима за ратне злочине и злочине против човечности су бивши председник републике Косова Хашим Тачи и високи косовско-албански политичар Кадри Весели . Дана 15. септембра 2021. године отворен је први судски процес, у предмету против Салиха Мустафе .

## Позадина
2010. године, швајцарски политичар Дик Марти поднео је извештај Савету Европе у коме је навео да је ОВК починила ратне злочине . Делимично на основу тог извештаја је тужилац Специјалне истражне групе (СИТФ) Мисије Европске уније за владавину права на Косову (ЕУЛЕКС Косово) закључио је да постоји довољно доказа за кривично гоњење „ратних злочина, злочина против човечности, као и осталих злочина “. Суд се налази ван територије Косова и Метохије на захтев тужиоца у циљу пружања адекватне заштите сведоцима.

## Правни основ и организација
За разлику од многих других нехоландских правосудних институција у Хагу, ова Косовска премештена специјализована правосудна институција није међународни суд, већ суд конституисан законодавством. Да би се обезбедио одговарајући правни основ за суд, измењен је самопроглашени Устав Републике Косова (амандман 24)  и усвојен је Закон бр. 05/Л-053 о специјалним коморама и канцеларији специјалистичког тужилаштва .
Суд има само ЕУ особље и само међународне судије. Трошкове суда сносиће ЕУ  у оквиру своје Заједничке спољне и безбедносне политике . Четири специјализована већа представлјају већа редовних косовских судских инстанци:
- Првостепени суд у Приштини
- Апелациони суд
- Врховни суд
- Уставни суд

## Судије
Судије именоване да раде у Суду су:
1. Кеитх Раинор (потпредседник), Уједињено Краљевство
2. Роланд Декерс (Специјална комора Уставног суда), Холандија
3. Анне Повер-Форде (Специјална комора Уставног суда), Ирска
4. Видар Стенсланд (Специјална комора Уставног суда), Норвешка
5. Антонио Балсамо (Специјалистичко веће Уставног суда, резервни судија), Италија
6. Каи Амбос, Немачка
7. Кристоф Барт, Немачка
8. Мицхаел Бохландер, Немачка
9. Емилио Гати, Италија
10. Ницолас Гуиллоу, Француска
11. Томас Лејкер, Немачка
12. Гуенаел Меттраук, Швајцарска
13. Владимир Микула, Чешка Република
14. Андрес Пармас, Естонија
15. Мишел Пикар, Француска
16. Кенет Робертс, Канада
17. Чарлс Смит ИИИ, Сједињене Америчке Државе
18. Маппие Велдт-Фоглиа, Холандија
19. Цхристине ван ден Вингаерт, Белгија

## Оптужене особе
У Специјалним већима Косова оптужено је укупно осам особа. Од оптужених, сви су ухапшени и пребачени у притвор већа. Предмети против пет особа су у преткривичној фази, а против три особе води се поступак.